# Юхин, Иван Васильевич
Ива́н Васи́льевич Ю́хин (1905—1990) — советский альпинист и тренер, заслуженный мастер спорта СССР (1942). Участник ряда первопрохождений в горах Кавказа, автор более 10 книг, а также ряда статей, посвящённых альпинизму и подготовке горных стрелков. Во время Великой Отечественный войны служил инспектором по горной подготовке НКО СССР и Всевобуча. Награждён 16 правительственными наградами. Подполковник.

## Биография
Родился 27 марта 1905 году в Чернигове.
Закончил Московский институт физической культуры. Его увлечение альпинизмом началось в 1928 году с прохождения Клухорского перевала (2781 м) через Главный Кавказский хребет. В 1930 году Юхин совершил восхождение на Восточную вершину Эльбруса (5621 м). В 1931 году Юхин под руководством Алёши Джапаридзе с проводниками-мохевцами Ягором Казаликашвили и Нико Кирикашвили совершил первое прохождение нового маршрута на Казбек (5034 м) по гребню, разделяющему ледники Абано и Девдоракский.
В 1933 году во время проведения 1-й альпиниады РККА, во время которой работал инструктором, Юхин совершил восхождение на Западную вершину Эльбруса (5642 м). Начиная с этого времени, Юхин каждый год работал инструктором и тренером в альплагерях ЦДКА, — на альпиниадах, спортивных сборах, но при этом продолжал ходить на спортивные восхождения.
В 1934 году Юхин принял участие в высокогорном походе командиров РККА под руководством народного комиссара юстиции РСФСР Николая Крыленко, во время которого его группе удалось достичь высоты 7000 м во время восхождения на пик Ленина. В 1936 году совершил траверс Донгузорун (4454 м) — Чатын (4386 м), в 1937 году восхождение на Ушбу Северную (4690 м), а в 1938 году принял участие в советской экспедиции на Тянь-Шань к пику 20-летия комсомола (ныне пик Победы). В 1940 году Юхин совершил траверс Ушбы с юга на север и траверс массива Домбай-Ульген.
В 1940 году Юхину было присвоено звание мастера спорта альпинизма, а в 1942 году звание заслуженного мастера спорта СССР. В августе 1945 года Юхин и мастер спорта Владислав Лубенец совершили первопрохождение нового маршрута на вершину Алибек-баши (3600 м) с ледника Аликбек по восточному гребню (к. с. 3Б). В июле 1946 году Юхин руководил первым прохождением нового маршрута на восточную и узловые вершины Аманауза (3757 м, к. с. 4Б). Также они совершили первый траверс массива Аманауз с юго-востока на запад (к. с. 4Б).
В 1947 году группа армейских альпинистов в составе А. Веселова, В. Коломенского и Б. Корндорфа под руководством Юхина совершила первый траверс массива Тихтенгена (4611 м) в Сванетии с востока на запад (к. с. 4Б). Этот маршрут был пройден в рамках масштабного юбилейного траверса Главного Кавказского хребта от Эльбруса до Казбека, приуроченного к тридцатилетию Октябрьской революции 1917 года. В мероприятии приняло участие 30 команд, каждая из которых проходила свой отдельный участок маршрута.
С 1938 по 1960 года Юхин был членом президиума Всесоюзной Федерации альпинизма, а в 1941—1946 годах исполнял обязанности заместителя председателя. В 1940 году Юхин был инспектором Всесоюзного комитета по альпинистской работе, в 1941 — начальником учебной части сбора комсостава РККА. Во время Великой Отечественной войны Юхин работал сначала инспектором по горной подготовке НКО СССР (1941—1942 года), а в 1943—1946 годах являлся инспектором по горной подготовке Всевобуча. В 1945 году Юхин стал Уполномоченным Всесоюзного комитета, в 1947 — начальником сбора альпинистов Вооруженных Сил.
Награждён 16 правительственными наградами, в том числе орденом Красной Звезды (30.12.1956), медалями «За боевые заслуги» (15.11.1950), «За безупречную службу в Вооружённых Силах СССР», «За победу над Германией» (25.07.1945). За свою жизнь написал более 10 книг и целый ряд статей, посвященных альпинистской подготовке, включая военную, которые были опубликованы в периодической литературе. Его именем названа вершина высотой 5075 м в Заалайском хребте на Памире.
Юхин был женат на Екатерине Ефимовне Юхиной (1904—1982), которая была почётным председателем Федерации альпинизма РСФСР. Умер в августе 1990 года в Москве, похоронен на Ваганьковском кладбище.

### Книги
- П. С. Рототаев, И. В. Юхин. Альпинизм. — М.: Физкультура и спорт, 1947. — 136 с.
- И. В. Юхин. Альпинизм в СССР. — М.: Физкультура и спорт, 1946.
- И. В. Юхин. Альпинизм. Программа для спортивных секций. — М.: Физкультура и спорт, 1939. — 119 с.
- И. В. Юхин. Гимнастика перед занятиями в школе. — М.: Учпедгиз, 1946.
- И. В. Юхин. Готовьтесь к горным походам. — М.: Молодая Гвардия, 1941.
- И. В. Юхин. Предлагерная подготовка альпиниста. — М.: Физкультура и спорт, 1969. — 112 с.
- И. В. Юхин. Преодоление горных препятствий. — М.: Воениздат, 1960.
- И. В. Юхин. Умей преодолевать горные препятствия: Памятка горного стрелка. — М.: Воен. изд-во, 1944.
- И. В. Юхин. Физическая подготовка альпиниста. — М.: Физкультура и спорт, 1940.

### Статьи
- В. И. Рацек, И. В. Юхин. В районе пика Победы // Сборник «Побеждённые вершины 1953». — М.: ГИГЛ, 1954. — С. 57—68.
- И. В. Юхин. 12 альпинистов на пике Ленина // Сборник «Побеждённые вершины 1951». — М.: ГИГЛ, 1951. — С. 182—192.
- И. В. Юхин. Траверс массива Тихтенген // Сборник «Побеждённые вершины 1948». — М.: ОГИЗ, ГИГЛ, 1948. — С. 86—100.